# Адзуни, Доменико Альберто
Доме́нико Альбе́рто Адзу́ни (итал. Domenico Alberto Azuni) — итальянский юрист. 

## Биография
Родился 3 августа 1749 года в Сассари на острове Сардиния, Сардинское королевство; сначала занимался адвокатурой в Кальяри, а потом исполнял должность судьи при коммерческом суде в Ницце. Когда французские революционные войска заняли Ниццу, он удалился во Флоренцию, где опубликовал свою «Универсальную систему принципов европейского морского права» (итал. Sistema universale dei principi del diritto marittimo dell’Europa; 4 тома, Флоренция, 1795), которую он позднее издал во французской переработке под заглавием «Droit maritime de l’Europe» (2 т., Париж, 1805). После присоединения Ниццы к Франции он отправился в Париж, где принимал участие в составлении проекта торгового кодекса. Назначенный в 1807 году президентом апелляционного суда в Генуе, он в 1808 году был принят в законодательный корпус; после падения империи Адзуни некоторое время прожил в Генуе без всякой должности, после чего благодаря протекции короля Карла Феликса был призван в Кальяри в качестве судьи при обер-консульском трибунале. Здесь он и умер 23 января 1827 года.

## Сочинения
- Универсальный упорядочненый словарь по торговому праву (итал. Dizionario universale ragionato della giurisprudenza mercantile; 4 тома, Ницца, 1786—1788, 2-е изд. Ливорно, 1822)
- Географическая, политическая и природная история Сардинии (фр. Histoire géographique, politique et naturelle de Sardaigne; 2 тома, Париж, 1802; в немецком переводе Бреда, Лейпциг, 1803)
- Воспоминания об истории морских путешествий из Марселя (фр. Mémoires pour servir à l’histoire des voyages maritimes de Marseille; Генуя, 1813)
- Записки об истории пиратства (фр. Recherches pour servir à l'histoire de la piraterie; Генуя, 1816)
- Текущая универсальная система вооружений и корсары военного времени (фр. Systéme universel des armements en course et des corsaires en temps de guerre; Генуя, 1817)
- О происхождении компаса (фр. Sur l’origine de la boussole; Париж, 1805 и 1809)